# 邓旭初
邓旭初（1921年—2012年10月22日），原名邓荣煦，男，祖籍广东开平，生于广州，中华人民共和国政治人物，曾任上海交通大学副校长、党委书记。

## 生平
1983年5月28日至30日，中国高等教育学会在北京召开成立大会，大会选举了第一届理事会成员，他出任常务理事。